# Architecture zen Ōbaku

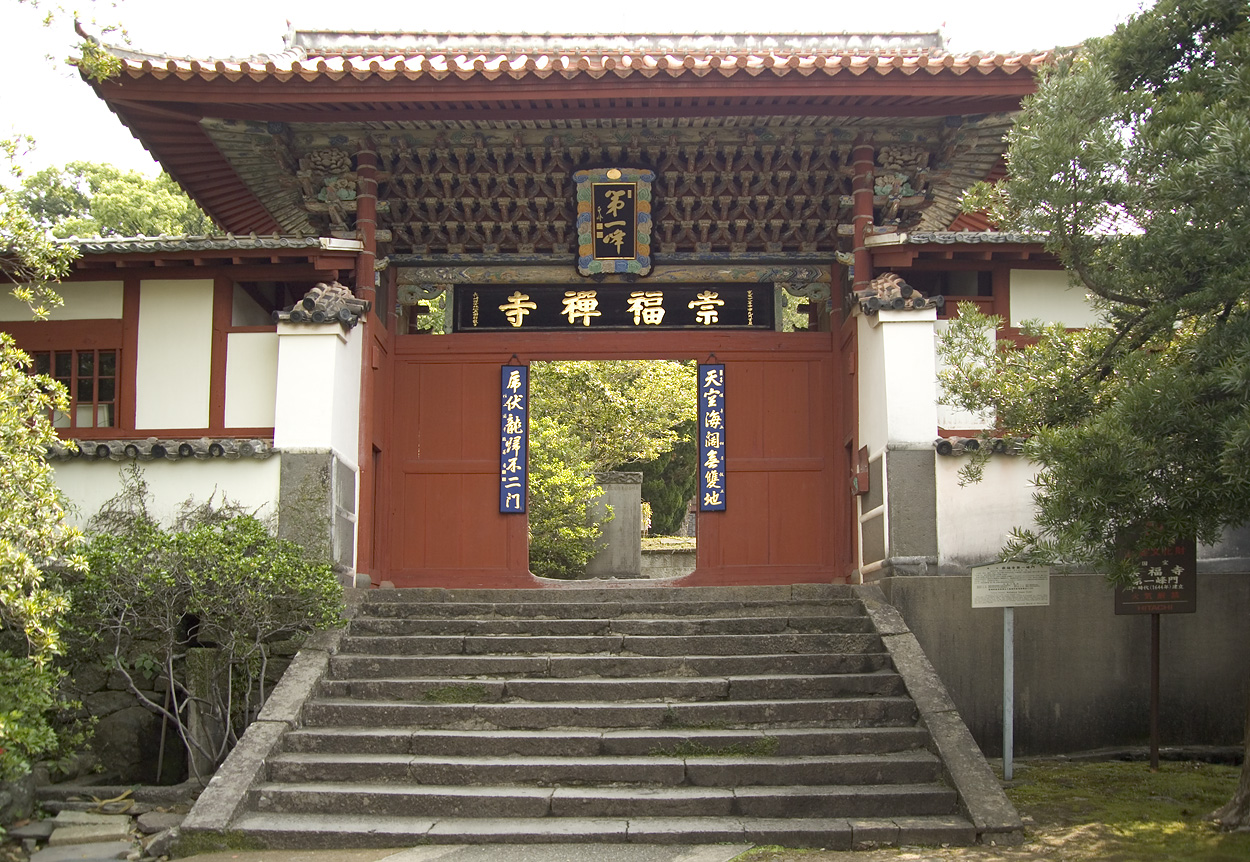
Le daiippōmon de Sōfuku-ji.

L'architecture zen Ōbaku apparaît au Japon au milieu du XVIIe siècle avec l'arrivée de l'école Ōbaku, plusieurs siècles après les autres écoles zen. Ses temples relèvent par conséquent d'un style architectural typiquement différent des temples antérieurs et basé sur les architectures chinoises des dynasties Ming et Qing. 
Manpuku-ji à Uji, près de Kyoto, dont le bâtiment principal, le daiyūhōden, est construit en 1668, est un exemple particulièrement représentatif de ce style.
Sōfuku-ji est un autre temple Ōbaku important, construit en 1629 à Nagasaki par des immigrants chinois. Le mon daiippō, trésor national, est construit en 1644 par des charpentiers chinois. Reconstruit en 1694 avec des matériaux importés de Chine, il constitue un des meilleurs exemples de ce style. Peint en polychromie typiquement chinoise, il dispose de supports à quatre crans (tokyō) de face et en arrière et de support ordinaires à trois crans sur les côtés.

### Source
- Kazuo Nishi et Kazuo Hozumi, What is Japanese Architecture?, Kodansha International, 1996 (1re éd. 1983), 144 p. (ISBN 978-4-7700-1992-9, lire en ligne).